# Macskák (film, 2019)
A Macskák (eredeti cím: Cats) 2019-ben bemutatott amerikai–brit film, amelyet Tom Hooper rendezett az azonos című musical alapján.
A forgatókönyvet Lee Hall és Tom Hooper. A producerei Debra Hayward, Tim Bevan, Eric Fellner és Tom Hooper. A főszerepekben James Corden, Judi Dench, Jason Derulo, Idris Elba és Jennifer Hudson láthatók. A film zeneszerzői Andrew Lloyd Webber és Taylor Swift. A film gyártója a Working Title Filmes, az Amblin Entertainment, a Monumental Pictures és a The Really Useful Group, forgalmazója a Universal Pictures. Műfaja zenész film és fantasyfim.
Amerikában 2019. december 20-án, Magyarországon 2019. december 26-án mutatták be a mozikban.

## Szereplők
| Szereplő                                                                                    | Színész           | Magyar hang     |
| ------------------------------------------------------------------------------------------- | ----------------- | --------------- |
| Gastrofar Dzsordzs                                                                          | James Corden      | Elek Ferenc     |
| Old Csendbelenn                                                                             | Judi Dench        | Hámori Ildikó   |
| Micsel Rumli                                                                                | Jason Derulo      | Kisfalusi Lehel |
| Macavity                                                                                    | Idris Elba        | Galambos Péter  |
| Grizabella                                                                                  | Jennifer Hudson   | Nádasi Veronika |
| Tus, a színházi macska                                                                      | Ian McKellen      | Fodor Tamás     |
| Bombalurina                                                                                 | Taylor Swift      | Kereki Anna     |
| Gimb-gömb macska                                                                            | Rebel Wilson      | Kokas Piroska   |
| Viktória                                                                                    | Francesca Hayward | Csifó Dorina    |
| Ben Mickering                                                                               | Danny Collins     | Bercsényi Péter |
| Mefisztulész                                                                                | Laurie Davidson   | Dér Zsolt       |
| Munkustrapp                                                                                 | Robbie Fairchild  | Pál Tamás       |
| Elvisz Trén, a vasutas macska                                                               | Steven McRae      | Pásztor Tibor   |
| Mindlevery                                                                                  | Naoimh Morgan     | Lovas Emília    |
| Cassandra                                                                                   | Mette Towley      | Ágoston Katalin |
| McDouglas                                                                                   | Ray Winstone      | Bartók László   |
| További magyar hangok                                                                       |                   |                 |
| Kis-Kovács Luca, Kossuth Gábor, Mohácsi Nóra, Nádorfi Krisztina, Sörös Miklós, Stern Dániel |                   |                 |

## Díjak és jelölések
- Arany Málna díj
  - 2020 díj: Legrosszabb film – Debra Hayward, Tim Bevan, Eric Fellner, Tom Hooper
  - 2020 díj: Legrosszabb rendező – Tom Hooper
  - 2020 díj: Legrosszabb forgatókönyv – Lee Hall, Tom Hooper
  - 2020 díj: Legrosszabb férfi mellékszereplő – James Corden
  - 2020 díj: Legrosszabb női mellékszereplő – Rebel Wilson
  - 2020 díj: Legrosszabb filmes páros – Bármely két félig macska / félig ember szőrpamacs
  - 2020 jelölés: Legrosszabb női főszereplő – Francesca Hayward
  - 2020 jelölés: Legrosszabb női mellékszereplő – Judi Dench
  - 2020 jelölés: Legrosszabb filmes páros – Jason Derulo és az ő CGI-ivartalanított kidudorodása